# Гиромитрин
Гиромитрин —  азотсодержащее органическое вещество из класса нитрозаминов. Контаминант, является токсином и канцерогеном, присутствующим у нескольких представителей грибкового рода Gyromitra (строчков), таких как Строчок обыкновенный (лат. Gyromitra esculenta). Он нестабилен и легко гидролизуется до токсичного соединения монометилгидразина. Монометилгидразин действует на центральную нервную систему и препятствует нормальному использованию и функционированию витамина В6. Отравление приводит к тошноте, спазмам желудка и диарее, в то время как тяжёлое отравление может привести к судорогам, желтухе, коме или даже смерти. Было показано, что воздействие монометилгидразина является канцерогенным для мелких млекопитающих.